# フリードリヒ・シューア

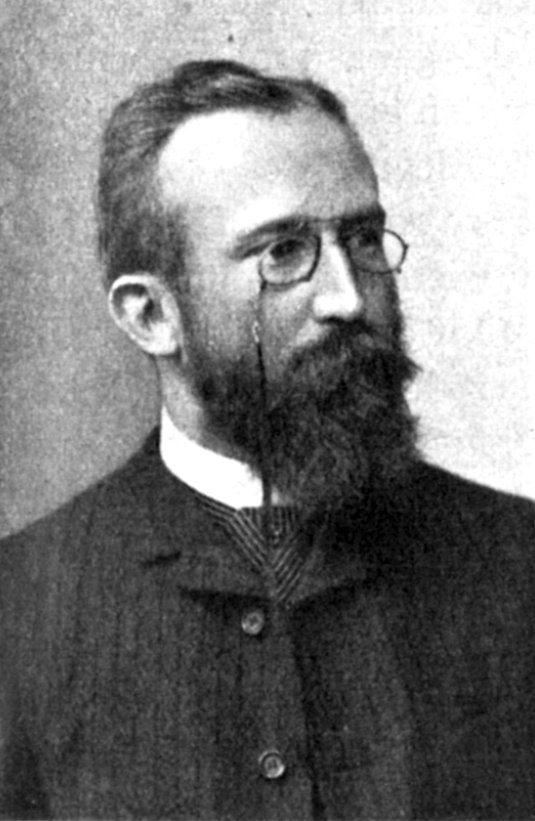
フリードリヒ・シューア（Friedrich Schur）

フリードリヒ・ハインリヒ・シューア（独: Friedrich Heinrich Schur、1856年1月27日 - 1932年3月18日
）は、ドイツの数学者。 主に幾何学を研究した。

## 生い立ちと功績
シューアの家系はユダヤ人であるがプロテスタントに転向した。父は不動産を所持していた。1856年、ポーゼン州クロトシンMaciejewoに生まれた。クロシトンの高等学校に通い、1875年にヴロツワフ大学に進学してハインリヒ・シュレーターとヤコブ・ロザネスの下で天文学と数学を学んだ。後にベルリン大学に行きワイエルシュトラス、クンマー、クロネッカー、キルヒホフの下で学び、1879年に博士論文 Geometrische Untersuchungen über Strahlenkomplexe ersten und zweiten Grades を執筆してクンマーから博士号を獲得した。1880年、教員試験に合格してライプツィヒ大学の教師になった。その後、助教授になり1884年ライプツィヒでフェリックス・クラインのアシスタントを務めた。1885年準教授になり、1888年タルトゥ大学の教授に任命された。1892年アーヘン工科大学の図法幾何学教授、1897年カールスルーエ工科大学教授に抜擢された。工科大学では1904, 05年に校長を務めた。1909年ストラスブール大学教授となった。第一次世界大戦敗戦で、1919年フランスによって職を失ったが、1919年から1924年までブレスラウ大学で教授職を勤めた。1932年ヴロツワフで没した。
シューアは微分幾何学の分野でソフス・リーの後に変換群（リー群）の研究を行った。彼の研究の結果の多くは1909年の彼の書籍 Grundlagen der Geometrie （幾何学の基礎論） に収められている。これは、シューアの文献無しでヒルベルトの作品にも見られる。他にシューアは教科書 analytical geometry（1898）と graphical statics（1915）を書いている。
書籍 Grundlagen der Geometrie を賞して1912年にロバチェフスキー賞、1910年にRussian prizeを授与されている。シューアはドイツ数学会会長を務めた。 カールスルーエ大学から名誉博士号を与えられた。1927年、バイエルン大学院の準会員に選出された。
彼の指導した生徒の中にテオドール・モーリンとユリウス・ウェルシュタイン（Julius Wellstein）がいる。

## 主な作品
- Schur: Grundlagen der Geometrie. Teubner, Leipzig 1909.[1]
- Schur: Lehrbuch der analytischen Geometrie.
- Schur: Zur Theorie der endlichen Transformationsgruppen. Mathematische Annalen, Bd.38, 1891.
- Schur: Ueber den Fundamentalsatz der projectiven Geometrie. Mathematische Annalen, Bd.51, 1899.
- Schur: Ueber die Grundlagen der Geometrie. Mathematische Annalen, Bd. 55, 1902